# قفل کنسینگتون

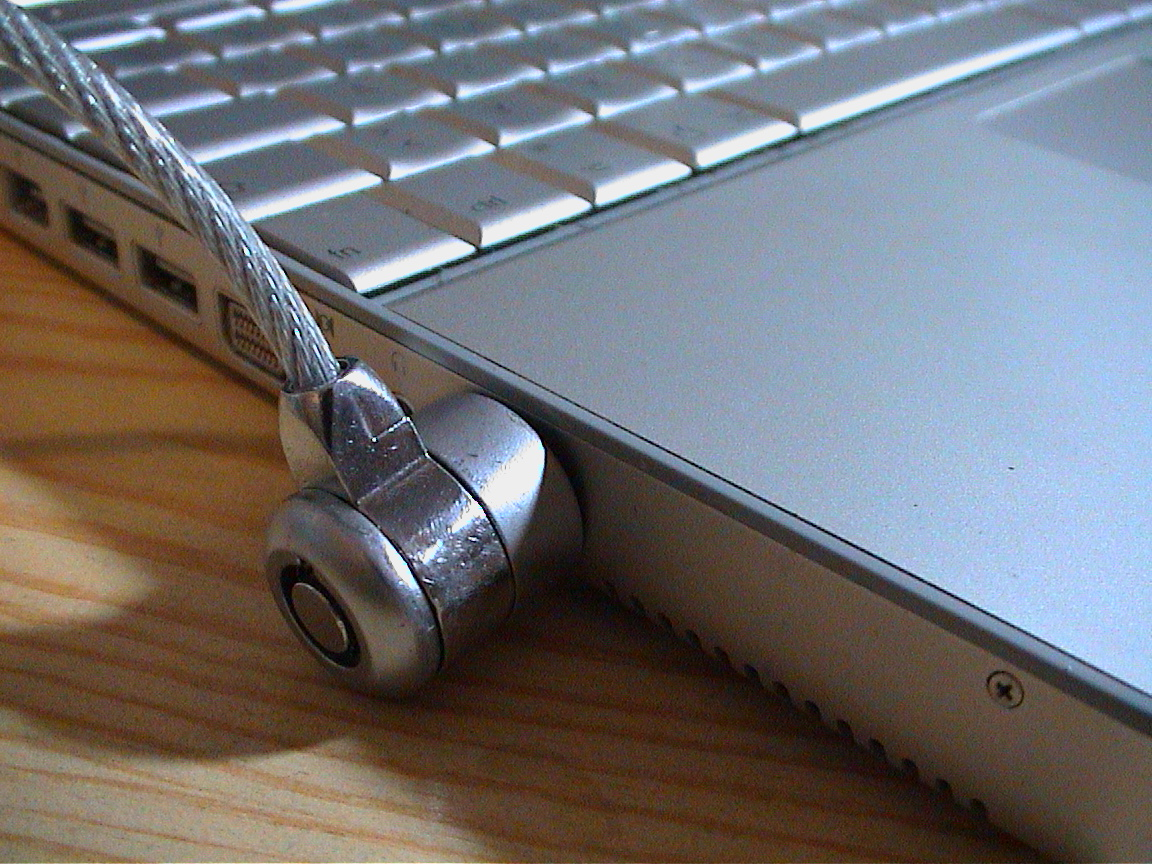

قفل کنسینگتون (به انگلیسی: Kensington lock) یا کی-اسلات (به انگلیسی: K-Slot) قسمتی از یک سیستم ضد سرقت است که توسط گروه محصولات کامپیوتری کنزینگتون ساخته شده است.این قفل به ابزار مورد نظر (مانند لپ‌تاپ) وصل و با رمز ایمنی مخصوص خودش باز و بسته می شود. انتهای کابل حالت گره‌ای دارد که اجازه می‌دهد کابل به یک جسم ثابت (مانند پایه یک میز سنگین) گره زده شود تا از دزدیدن قطعه جلوگیری شود.

## نگارخانه

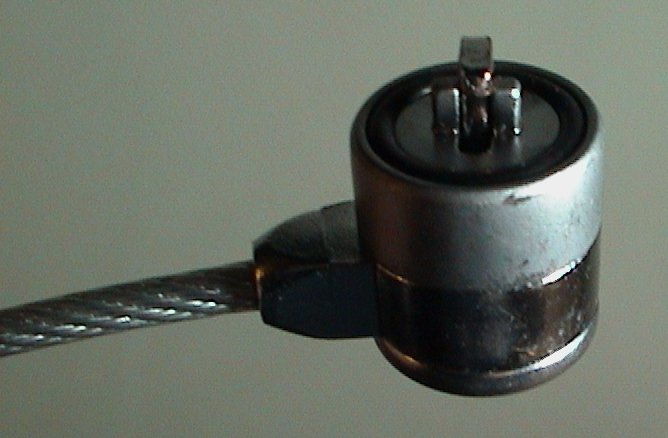
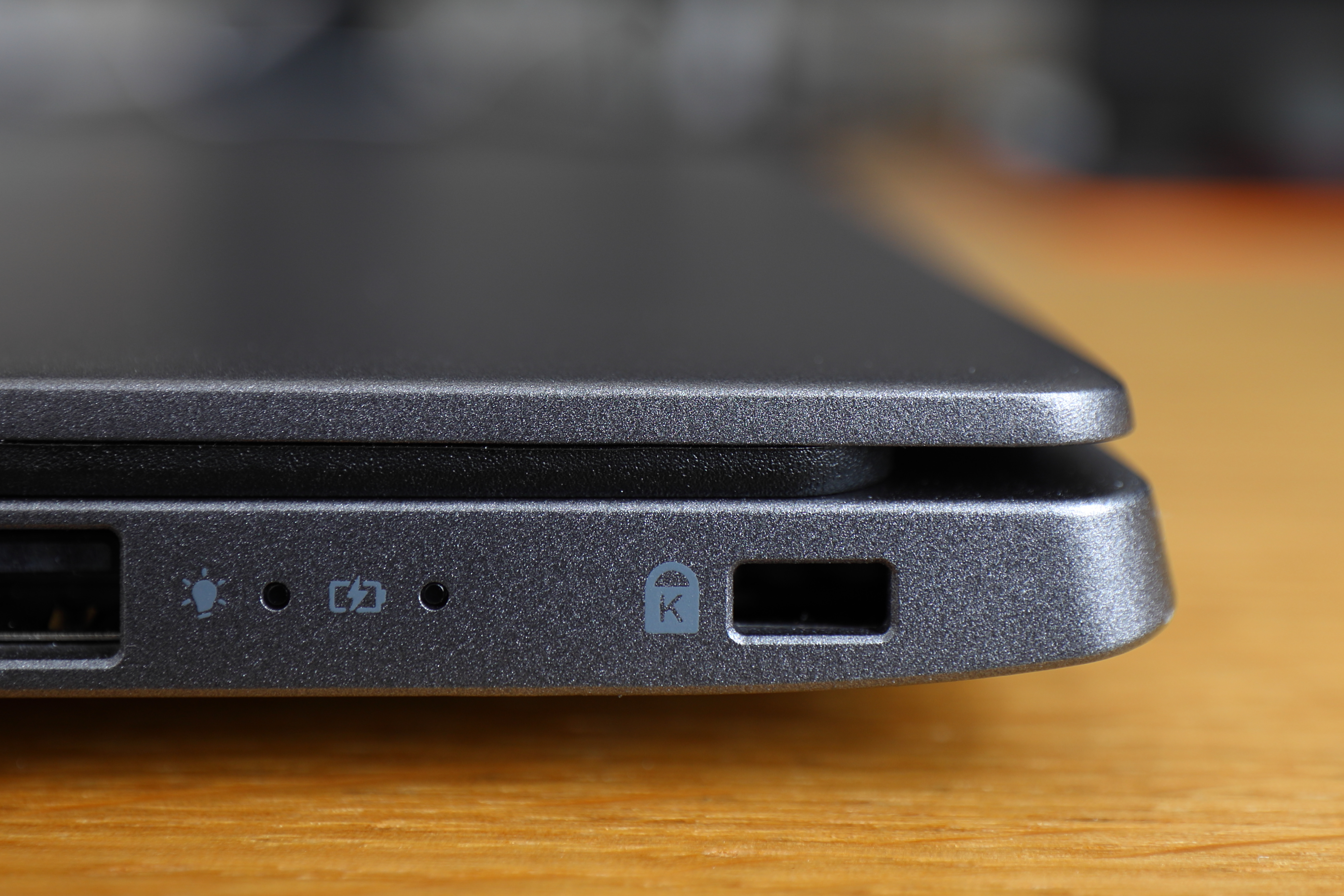
درگاه قفل کنسینگتون
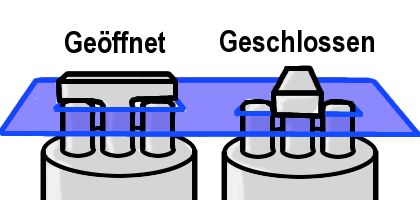
سازوکار قفل کنسینگتون
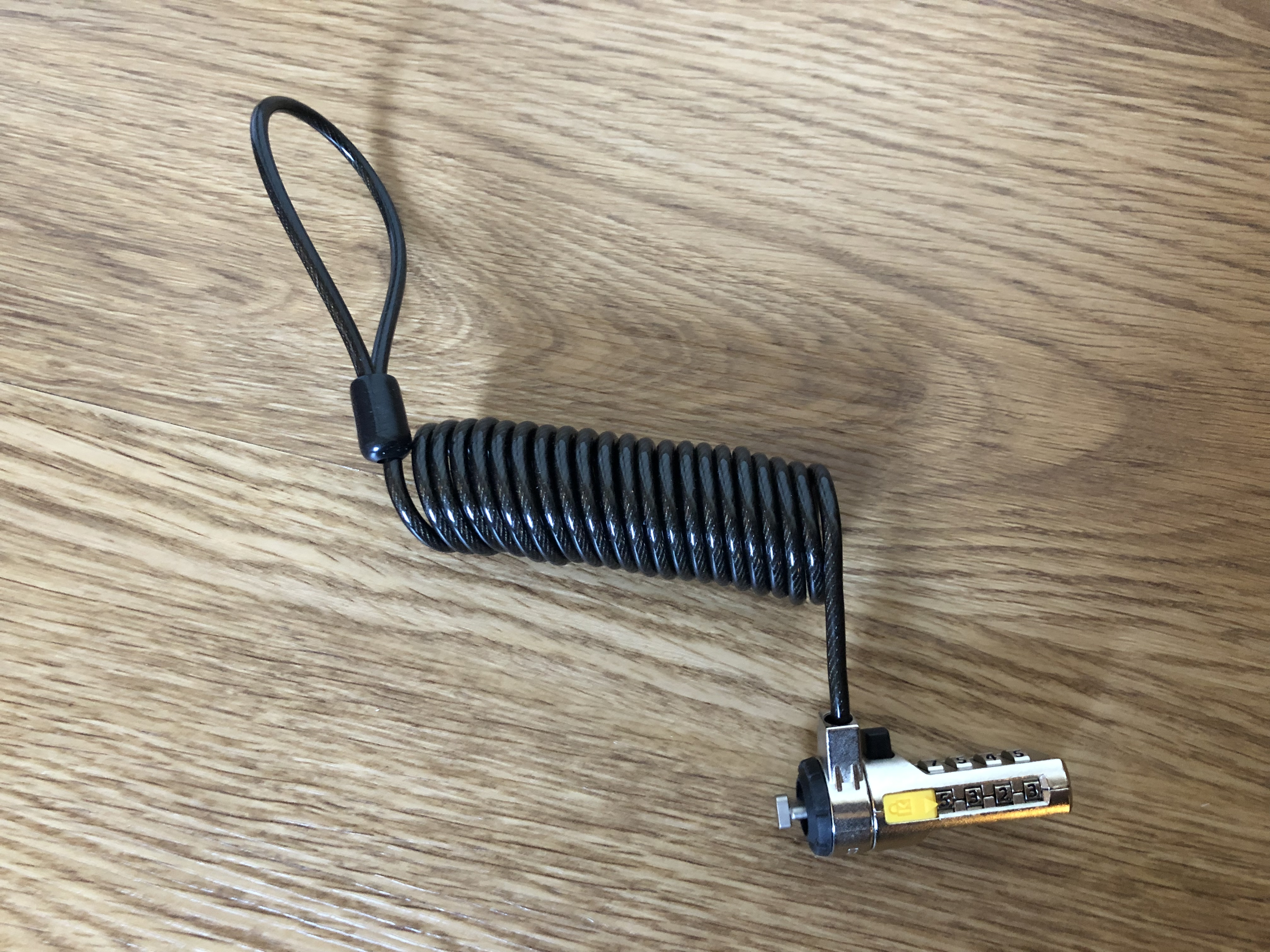